# Brongniartia riesebergii
Brongniartia riesebergii là một loài thực vật có hoa trong họ Đậu. Loài này được Dorado miêu tả khoa học đầu tiên năm 1999.